# Jordanite
La jordanite est un minéral sulfosel de formule chimique Pb14(As,Sb)6S23 cristallisant dans le système monoclinique, nommé d'après le scientifique allemand H. Jordan (1808–1887) qui le découvrit en 1864.
De couleur gris plomb (présentant fréquemment une ternissure iridescente), son trait est noir et son éclat est métallique. La jordanite a une dureté de 3 sur l'échelle de Mohs, une densité d'environ 6,4, et sa cassure est conchoïdale.
Sa localité type est la carrière de Lengenbach dans la vallée de Binn, dans le canton du Valais en Suisse.